# George Abecassis
Pour les articles homonymes, voir Abecassis.
Pas d'image ? Cliquez ici

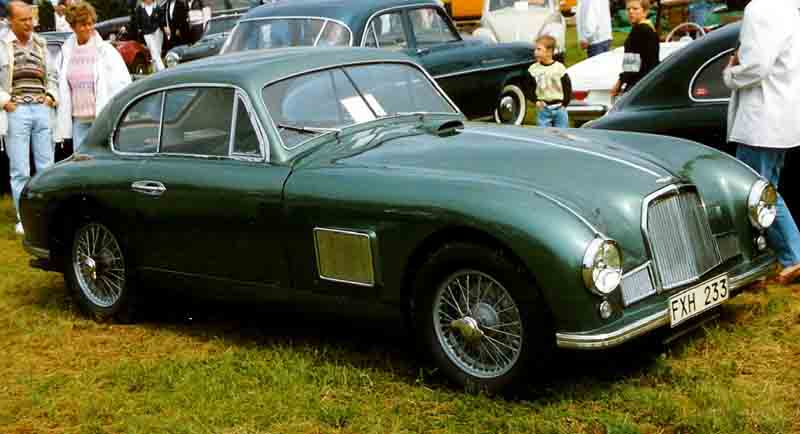
Une Aston Martin DB2 Coupe ayant participé aux 24 Heures du Mans 1950.

George Abecassis, né le 21 mars 1913 à Chertsey (Surrey) et mort le 18 décembre 1991 à Ibstone (Buckinghamshire), est un pilote automobile anglais, cofondateur avec John Heath de l'équipe de Formule 1 HWM près de Londres (14 Grand Prix disputés de 1951 à 1954).

## Biographie
Il débute en 1935 sur Austin 7 modifiée (de 750 cm3) à Donington et à Brooklands.
Il remporte la Coupe de Crystal Palace, et l'Imperial Trophy en ce même lieu, lors de l'année 1938 sur Alta 1,5 L (le Trophée Impérial étant télévisé). Au mois de juillet, il bat le record de la côte de Prescott (en), sur cette même Alta à admission compressée. En 1939, l'Alta est gravement endommagée sur le Circuit des Planques d'Albi.
Durant le second conflit mondial il est pilote de bombardiers dans la Royal Air Force au sein des Moon squadrons. À bord de Westland Lysander, il transporte aussi des agents secrets en France. Abattu, il devient prisonnier de guerre.
Il obtient la toute dernière victoire d'une Bugatti en course lors du Gransden Lodge le 15 juin 1946, première course anglaise organisée après le conflit, étant aussi le dernier pilote vainqueur d'une course dans son pays avant les hostilités. Il dispute le British Empire Trophy en 1948.
Il termine encore après guerre 9e du premier Grand Prix des Nations à Genève en 1946 (participation en 1948), 18e du Grand Prix automobile de Grande-Bretagne 1949, et 19e du Grand Prix automobile de France 1949, trois épreuves sur Alta. En 1951 il finit deuxième du Grand Prix du centenaire de la Colombie à Gênes. En 1951 et 1952 il doit abandonner lors du Grand Prix de Suisse avec son Alta désormais voiture de HWM en championnat du monde de Formule 1, au circuit de Bremgarten.
Aussi pilote de voitures de sport, il participe aux 24 Heures du Mans à quatre reprises de 1950 à 1953 comme pilote officiel Aston Martin, marque dont son père était concessionnaire (ainsi que de Lagonda). Il finit cinquième lors de ses deux premières apparitions, sur l'Aston Martin DB2, et il remporte même la catégorie S3.0 en 1950 ainsi que l'indice de performance la même année. À sa dernière apparition il court avec pour équipier Roy Salvadori. Il termine encore deuxième des 12 Heures de Sebring en 1953 avec Reg Parnell cette fois, un autre pilote de Grand Prix, sur une Aston Martin DB3 (victoire de catégorie S 3.0, Abecassis ayant fini troisième du Silverstone International 1952 avec la DB3, derrière Salvadori).
En 1954 il obtient encore une quatrième place lors du RAC Tourist Trophy sur Jaguar, et il dispute sa dernière course en 1956 car il décide alors de se retirer après le décès de son partenaire d'écurie Heath aux Mille Miglia.
Il devient désormais l'importateur Facel Vega pour le Royaume-Uni, aidé en cela par le fait d'être marié à la fille du Président d'Aston Martin, Sir David Brown.